# Aston Martin DB6

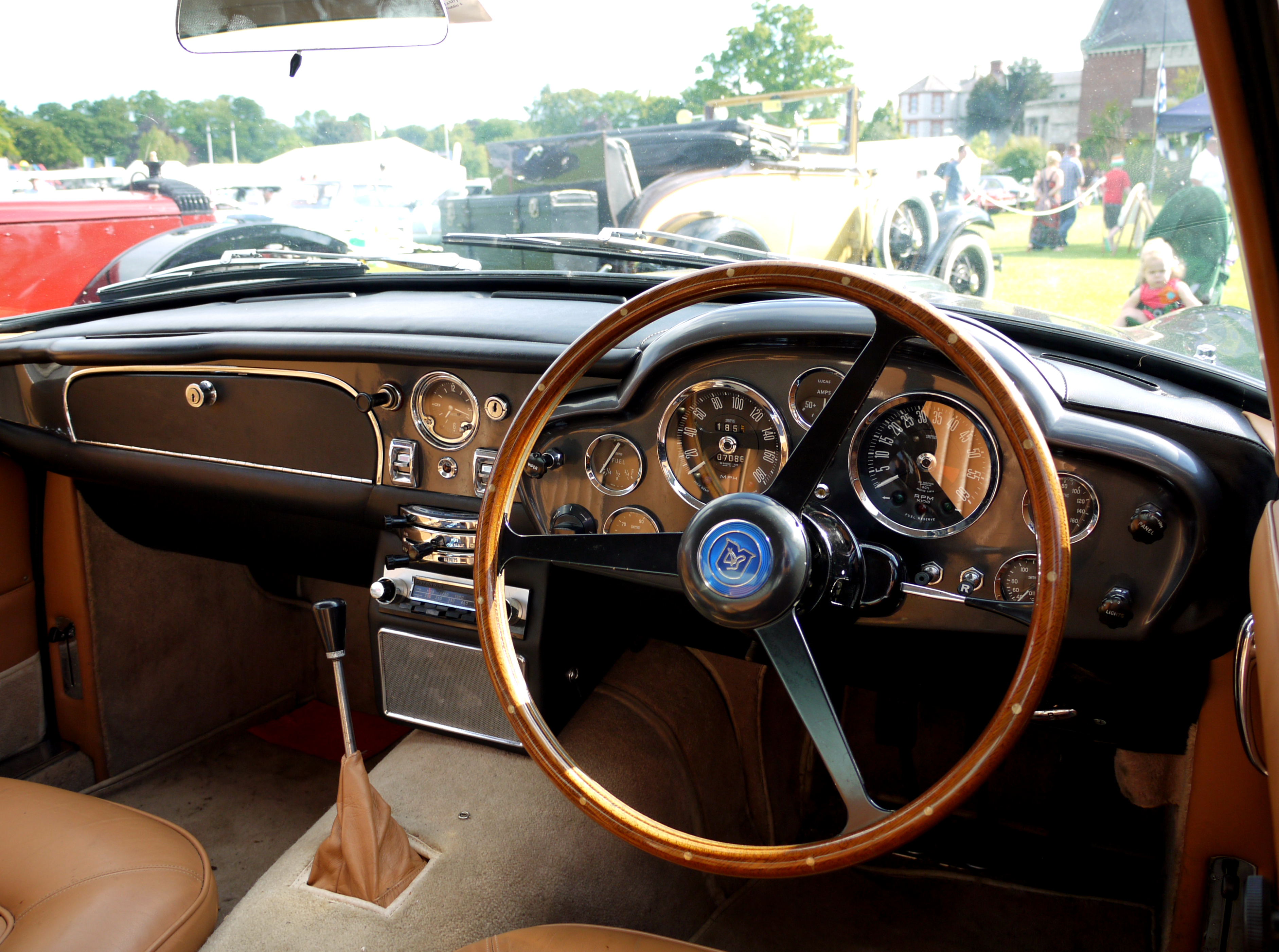
Interior de un DB6

El Aston Martin DB6 es un automóvil deportivo gran turismo construido por el fabricante de automóviles británico Aston Martin, producido desde septiembre de 1965 hasta enero de 1971. El DB6 sucedió al DB5, presentando una aerodinámica y especificaciones mejoradas con respecto a su predecesor.

## Historia y diseño
Después de que Aston Martin rechazó las propuestas para proyectar el nuevo DB5 a partir del DB4 diseñado originalmente por Touring de Milán, se tomó la decisión de centrarse en el desarrollo de un automóvil con sus propios medios, registrado como 4 YMC. Las pruebas en el túnel de viento, que comenzaron en febrero de 1965, demostraron que era necesario contrarrestar la tendencia hacia la sustentación (resultado del estilo fastback) que provocaba una capacidad de tracción reducida en las ruedas traseras a alta velocidad.
Las fases finales de desarrollo se basaron en el chasis DB5, convenientemente alargado y denominado MP 219, con difusor trasero y cola de diseño Kammback acortada, que Aston Martin había incorporado previamente en los prototipos de carreras. Se tomó la decisión de producir en serie el MP 219 para ser comercializado como el Aston Martin DB6, aunque se rechazó el eje trasero De Dion del prototipo, y se siguió adelante con la clásics configuración de eje vivo, reduciendo el tiempo de comercialización, el costo y la complejidad mecánica.
Presentado en el Salón del Automóvil de Londres de 1965, el DB6 ya era un diseño anticuado, quizás por ser el primer modelo diseñado después de la reubicación de la fábrica de Feltham en Newport Pagnell. El DB6 se parecía a su predecesor, el DB5; siendo las diferencias más notables su distancia entre ejes, el perfil lateral, el parachoques delantero y trasero divididos, y los paneles traseros que incorporaban la parte trasera de la cola Kammback. Esta cola, combinada con el eje trasero reubicado y la distancia entre ejes alargada en 3,75 pulgadas (95,3 mm), proporcionaron más estabilidad al coche a velocidades altas.
Aunque estaba de moda, el diseño de la parte trasera estilo Kamm (similar al del Ferrari 250), no resultó ser popular entre la clientela conservadora y tradicional de Aston Martin cuando se presentó el DB6. El rendimiento era satisfactorio: las pruebas de carretera de entonces establecieron la velocidad máxima del modelo Vantage entre 145 mph (233,4 km/h) y 148 mph (238,2 km/h), con John Bolster a bordo de un Vantage spec DB6 alcanzando un promedio de 152 mph (244,6 km/h).
El DB6 continuó con los amortiguadores traseros Armstrong Selectaride (ajustables desde el cuadro de mandos) de alta tecnología, también disponibles en el DB5. Otros aspectos destacados incluían la adopción de ventanas laterales en las puertas delanteras, una toma de aire para refrigerar el aceite en la parte baja del faldón delantero, parachoques laterales en cada esquina, y grupos de luces traseras revisadas. Además, el difusor afectó las proporciones generales del DB6, con un aumento de longitud de aproximadamente dos pulgadas.
Otros cambios notables:
- La línea del techo se elevó dos pulgadas para mejorar el espacio para la cabeza, especialmente para los pasajeros de los asientos traseros
- Espacio para las piernas realmente útil para los pasajeros traseros
- Parabrisas más inclinado aunque más alto
- Parachoques delantero y trasero divididos
- Ruedas de radios de alambre cromado estándar en neumáticos con bandas blancas de capas diagonales [en el mercado de EE. UU.]
- Dirección asistida opcional
- Aire acondicionado opcional
- Unidad manual estándar ZF de cinco velocidades o una transmisión automática BorgWarner de tres velocidades disponible sin costo adicional
- La especificación Vantage opcional conservaba los carburadores Weber 45DCOE de tiro lateral triple con otras revisiones menores que aumentaban la potencia hasta 325 hp

Otro cambio importante del DB5 al DB6 fue el abandono de la técnica de construcción completa "superleggera" patentada por los carroceros/estilistas Touring de Milán. Para la construcción posterior del DB6, se utilizó la técnica más común de la carrocería sobre una plataforma; esto se debió principalmente a que la parte trasera extendida requería un diseño más sólido y rígido, que utilizaba una estructura de soporte de chapa de metal plegada. Sorprendentemente, las modificaciones se combinaron para agregar solo 17 libras (7,7 kg) de peso en comparación con el DB5.

## Especificaciones

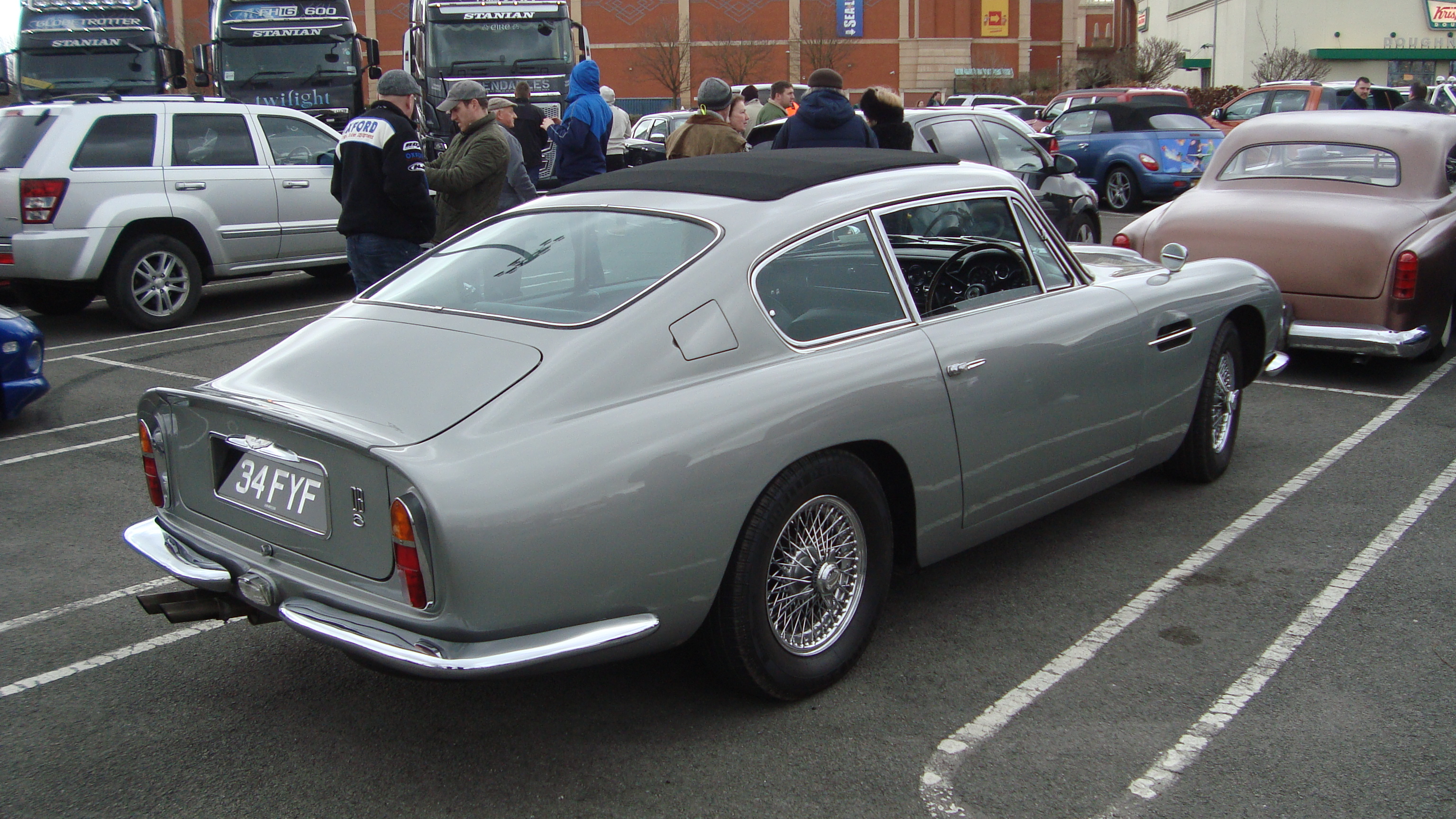
Aston Martin DB6

El DB6 estaba propulsado por el motor de seis cilindros en línea Aston Martin con árbol de levas en cabeza doble (DOHC) de 3995 cm³ (4 L), diseñado por Tadek Marek. El propulsor continuó con su configuración de carburador SU triple, que producía 282 HP (210 kW; 286 CV) a 5500 rpm. La opción del motor Vantage rendía 325 HP (242 kW; 330 CV) contra los 314 HP (234 kW; 318 CV) del DB5.
Aunque el DB6 era aproximadamente 17 lb (7,7 kg) más pesado que su predecesor, la estabilidad a alta velocidad, la capacidad de equipaje adicional y las comodidades para los pasajeros de este gran turismo compensaban con creces cualquier pérdida imperceptible de rendimiento causada por el peso adicional. La suspensión trasera utilizaba resortes helicoidales con control de conducción, que se podía ajustar desde el interior del automóvil.
- Peso en vacío: 1474 kg (3250 lb)
- Motor: 4.0 L (3995 cm³ (4 L)) 6 cilindros en línea
- Relación de compresión: estándar = 8,9:1; Vantage = 9,4:1
- Potencia: 282 HP (286 CV) a 5500 rpm (motor estándar)
- Potencia: 325 HP (330 CV) a 5750 rpm (motor Vantage opcional)
- Par: 400 N·m (295 lb·pie) a 4500 rpm
- Velocidad máxima: 241 km/h (150 mph)
- 0-60 mph (97 km/h) Aceleración: 8,4 s
- Dirección: cremallera y piñón con asistencia eléctrica opcional
- Capacidad del tanque de combustible: 19 galones imperiales (86,4 L) (estándar) 
 16 galones imperiales (72,7 L) (con aire acondicionado opcional instalado)

## Modelos posteriores y variantes

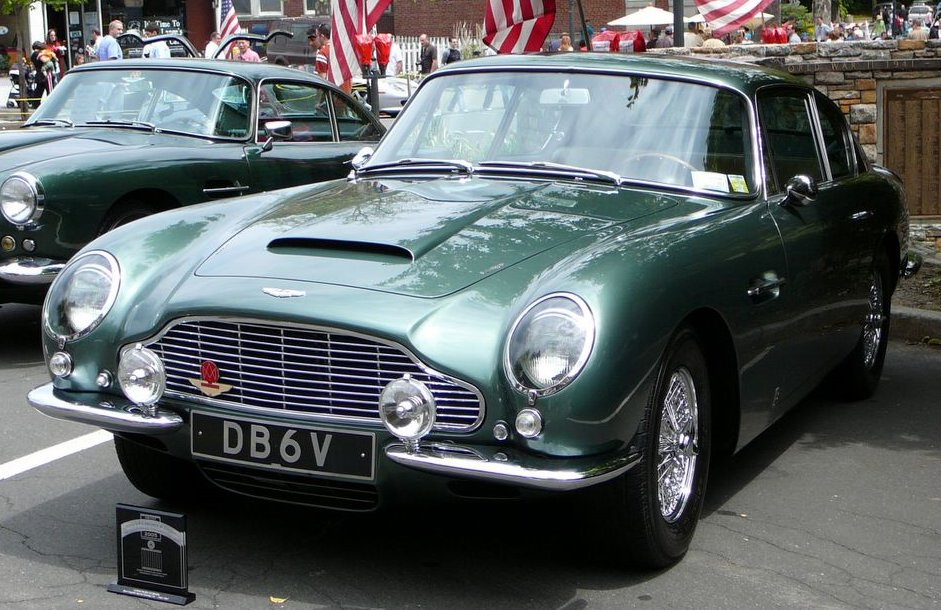
DB6 Vantage de 1967

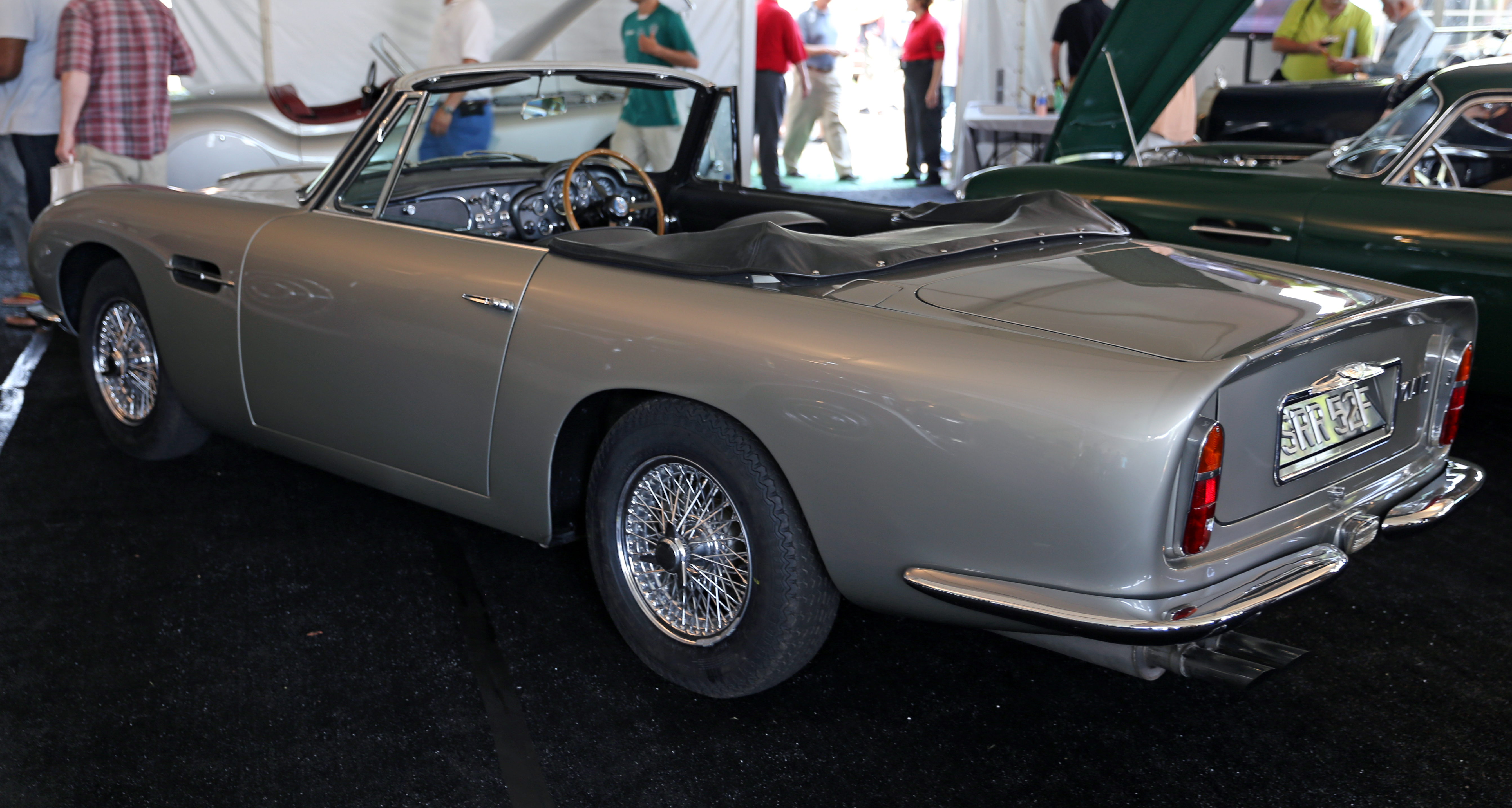
Aston Martin Volante de 1967, basado en el DB6, con especificación Vantage

El DB6 Mark II se anunció el 21 de agosto de 1969, identificado por los pasos de rueda delanteros y traseros de líneas más agresivas, y neumáticos 1/2" más anchos. Disponible como extra opcional para el Mark II estaba la inyección electrónica AE Brico combinada con la culata de mayor relación de compresión. La edición Mark II compartía muchas partes con el entonces nuevo DBS.
Al igual que con los modelos anteriores de Aston Martin, se ofreció un DB6 Vantage de alta potencia. Estaba equipado con tres carburadores Weber y una culata de mayor relación de compresión.
También se ofreció un estilo de carrocería convertible, llamado Volante. Este diseño se introdujo en el Salón del Automóvil de Londres de 1966. El Volante basado en el DB6 sucedió a los Volante anteriores (1965-1966), que se construyeron sobre el último chasis DB5, y que eran conocidos como "Volante de chasis corto". De los Volante posteriores basados en el DB6, solo se construyeron 140 unidades, incluidas 29 del tipo Vantage Volante de alto rendimiento, muy apreciadas por los coleccionistas.
Carlos de Gales, posee un Volante MkII basado en un DB6 modificado para utilizar bioetanol. El coche fue un regalo al cumplir 21 años de su madre, la reina Isabel.

### "Shooting brake"

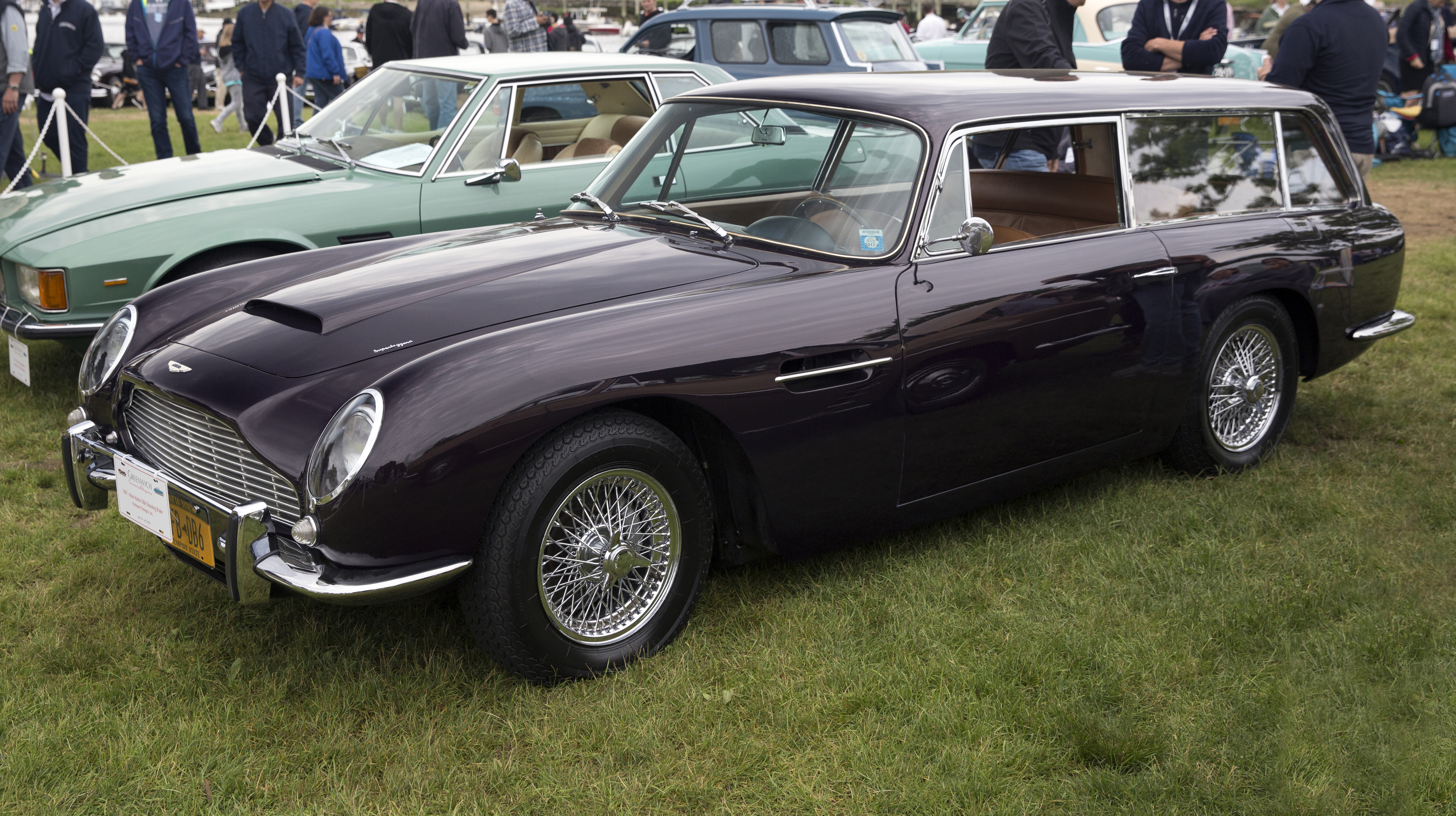
Aston Martin DB6 Shooting Brake de 1967 carrozado por Harold Radford, en el Concurso de Elegancia de Greenwich de 2018

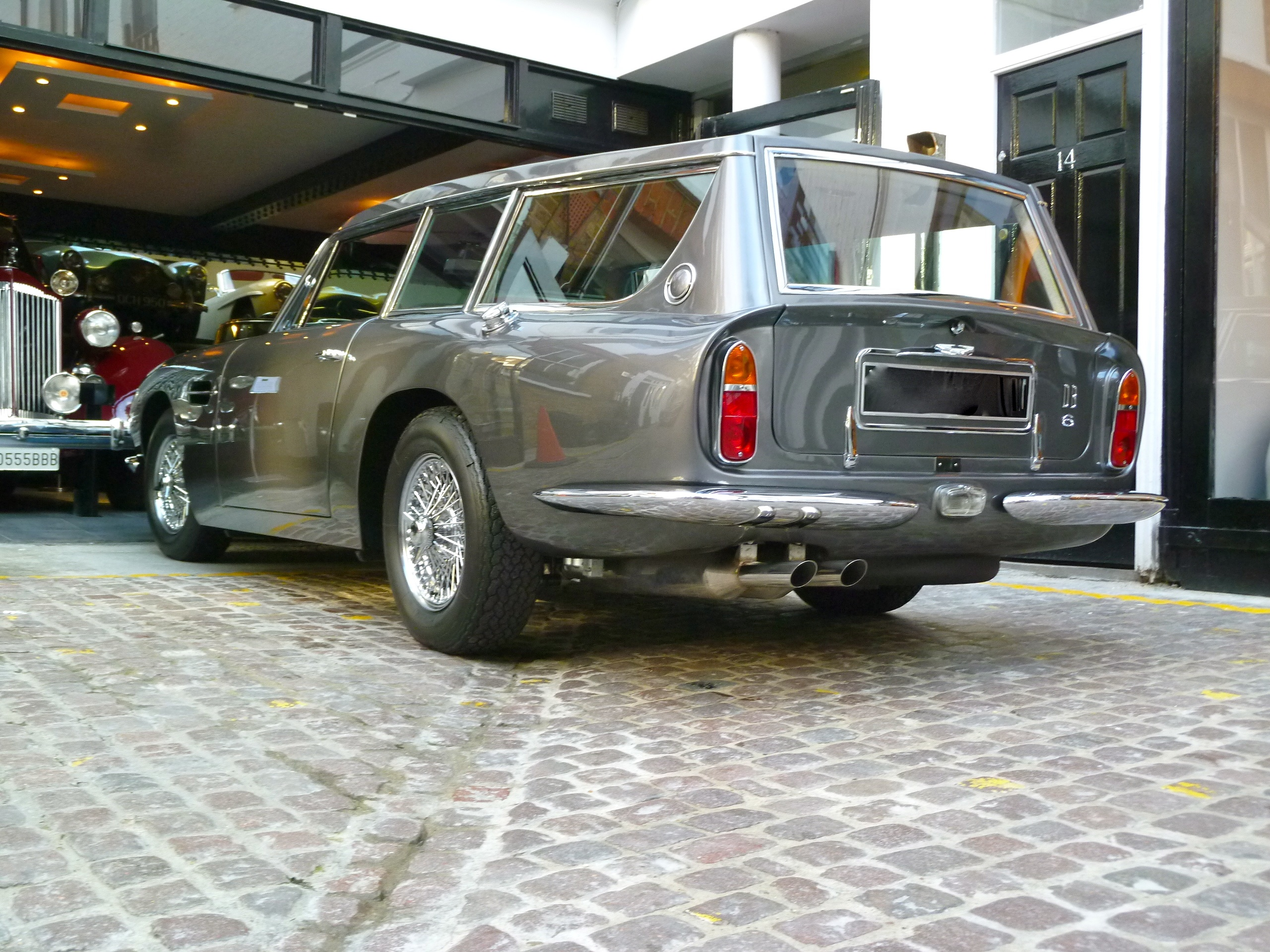
Aston Martin DB6 Shooting Brake carrozado por FLM Panelcraft

Un total de seis o siete DB6 "shooting brake" (cupé familiar) fueron producidos por el carrocero británico Harold Radford, y tres más por FLM Panelcraft. Las opciones de motor (282 y 325 hp) eran las mismas que para el DB6 Berlina.
- Peso en vacío: 1587 kg (3499 lb)
- Longitud total: 180 plg (4572 mm)
- Ancho total: 66 plg (1676 mm)
- Altura: 52 plg (1321 mm)
- Radio de giro: 34 pies
- Distancia entre ejes: 98 plg (2489 mm)
- Vías: 54 plg (1372 mm) (delantera) 
53,5 plg (1359 mm) (trasera)
- Capacidad del tanque de combustible: 16 impgal (73 L; 19 galAm)

Uno de los shooting brake DB6 fabricados por Radford resultó elegido coche del Salón del Automóvil de Nueva York de 1967. El coche era de color "Roman Purple" sobre "Natural hide", volante a la derecha, aire acondicionado de fábrica, caja de cambios automática Borg-Warner, diferencial de deslizamiento limitado, y radio Blaupunkt Köln con antena eléctrica.
El señor S. Tananbaum lo compró directamente en el puesto de exhibición por 22.500 dólares (casi 3 veces el precio de un DB6 estándar), y su familia mantuvo la propiedad del coche hasta 2017. Se exhibió en el Concurso de Elegancia de Greenwich de 2018. 
| Carrocero      | Año  | Chasis n°      | Motor n°    | Especif. Vantage | Notas |
| -------------- | ---- | -------------- | ----------- | ---------------- | --- |
| Harold Radford | 1966 | DB6/SB/2272/LC | 400/2792/V  | Si               | Sin comprador en la subasta de Bonhams en agosto de 2020, con un precio estimado entre 1 y 1,2 millones de dólares.                        |
| Harold Radford | 1966 | DB6/S/2688/L   | 400/2613    | No               | Vendido en la subasta de RM Sotheby de Monterrey en agosto de 2015 por 682.000 dólares (tasas incluidas)                                   |
| Harold Radford | 1965 | DB6/2387/LNK   | 400/2488/VC | Sí               | Sin comprador en la subasta de Bonhams de Boca Ratón en febrero de 2013, con un precio de salida estimado entre 575.000 y 625.000 dólares. |
| FLM Panelcraft | 1967 | DB6/3310/R     | 400/3386/VC | Sí               | Sin comprador en la subasta de RM Sotheby de Londres en agosto de 2012, con un precio de salida estimado entre 325.000 y 375.000 libras.   |